# NGC 830
NGC 830 je galaksija u zviježđu Kit.

## Vanjske poveznice
- SEDS: NGC 830